# Mbomou
För andra betydelser, se Mbomou (olika betydelser).

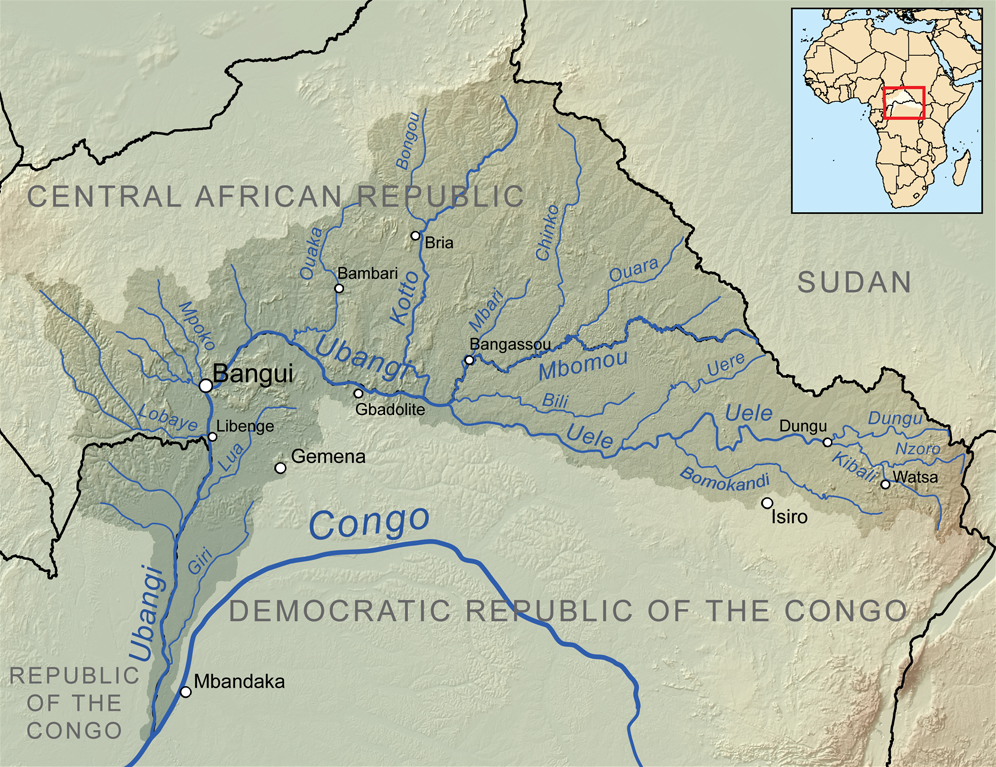
Karta över Mbomoufloden inom Ubangiflodens avrinningsområde.

Mbomoufloden, även Bombu, är en flod i Centralafrika som utgör delar av gränsen mellan Centralafrikanska republiken och Kongo-Kinshasa. Mbomoufloden förenar sig med Uelefloden och bildar då Oubanguifloden som markerar återstoden av gränsen mellan de två länderna.